# Jimmy Gaillard
Jimmy Gaillard, nom de scène de Maurice Gurtner, est un acteur, danseur et chanteur français, né le 11 novembre 1916 à Lyon (Rhône) et mort le 17 avril 1985 à Nice (Alpes-Maritimes).

## Biographie
Jimmy Gaillard se produit sur scène à l'âge de sept ans, il est doué pour la danse et s'oriente vers le théâtre. Il se produit sur les plateaux de cinéma à l'âge de dix ans.

## Filmographie
- 1928 : L'Argent de Marcel L'Herbier : Le groom
- 1929 : Peau de pêche de Jean Benoît-Lévy et Marie Epstein : Peau de Pêche, enfant
- 1932 : Le Cœur de Paris de Jean Benoît-Lévy et Marie Epstein : Le jeune Tutur
- 1939 : Feux de joie de Jacques Houssin : Jimmy
- 1940 : L'Entraîneuse de Albert Valentin : André
- 1941 : Chèque au porteur de Jean Boyer : Daniel
- 1942 : Le Grand Combat de Bernard Roland : Bernard
- 1942 : Le Prince charmant de Jean Boyer : Thierry
- 1942 : L'Amant de Bornéo de Jean-Pierre Feydeau et René Le Hénaff : Rastange dit "Bébé"
- 1943 : Mademoiselle Béatrice de Max de Vaucorbeil : Christian Bergas
- 1943 : Arlette et l'Amour de Robert Vernay : Maxime Noblet
- 1946 : Fils de France de Pierre Blondy : Yves
- 1946 : Vertiges de Richard Pottier : Dr. Claude Borand
- 1946 : Gringalet de André Berthomieu : Philippe
- 1948 : Erreur judiciaire de Maurice de Canonge
- 1948 : La Nuit blanche de Richard Pottier : Inspecteur Legrand
- 1949 : L'Homme aux mains d'argile de Léon Mathot
- 1950 : La vie est un jeu de Raymond Leboursier : Jean Lassère, le jeune journaliste
- 1951 : Musique en tête de Georges Combret : Bob
- 1953 : Tambour battant de Georges Combret : Jimmy, le compositeur de l'orchestre
- 1953 : Le Chemin de la drogue de Louis S. Licot : Inspecteur Girard
- 1955 : Bonjour sourire de Claude Sautet : ''lui-même
- 1957 : C'est arrivé à 36 chandelles de Henri Diamant-Berger : lui-même